# 楢原山
楢原山（ならばらさん）は、愛媛県今治市にある山。標高1041m。高縄山系の中央部にあり、蒼社川本流とその支流の木地川に挟まれている。

## 概要
山頂には1300年前に創建された奈良原神社跡があり、少し下った参道脇には蓮華寺跡の石碑がある。昭和9年、奈良原神社境内の最も高い場所から平安時代末期の全長71.5cmの銅宝塔などが出土し、伊予国奈良原山経塚出土品として国宝指定され玉川近代美術館に収蔵されている。
楢原山に三角点は無く、尾根づたいに南方に位置する古権現山頂上に1003.4mの三角点がある。
今治市玉川町畑寺にある光林寺からは楢原山が遠望でき、本堂に楢原大権現が祀られている。

## 文化財
- 国宝
  - 伊予国奈良原山経塚出土品：昭和31年6月28日指定
- 県指定天然記念物
  - 子持ち杉：昭和32年12月14日指定

## ギャラリー

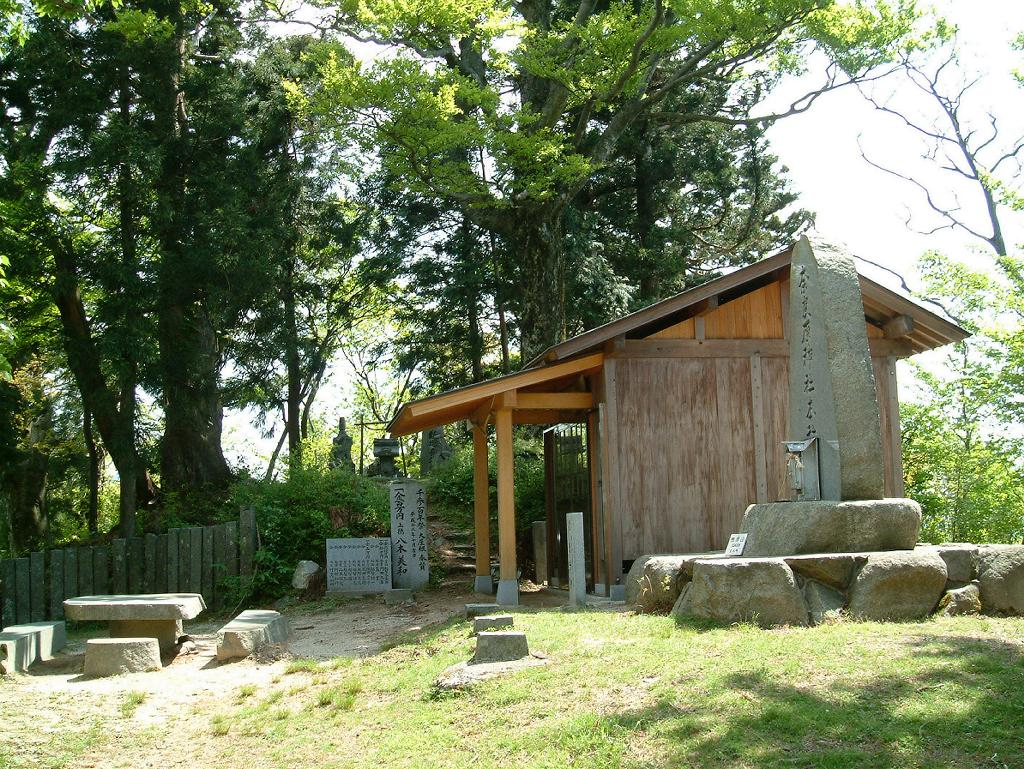
山頂
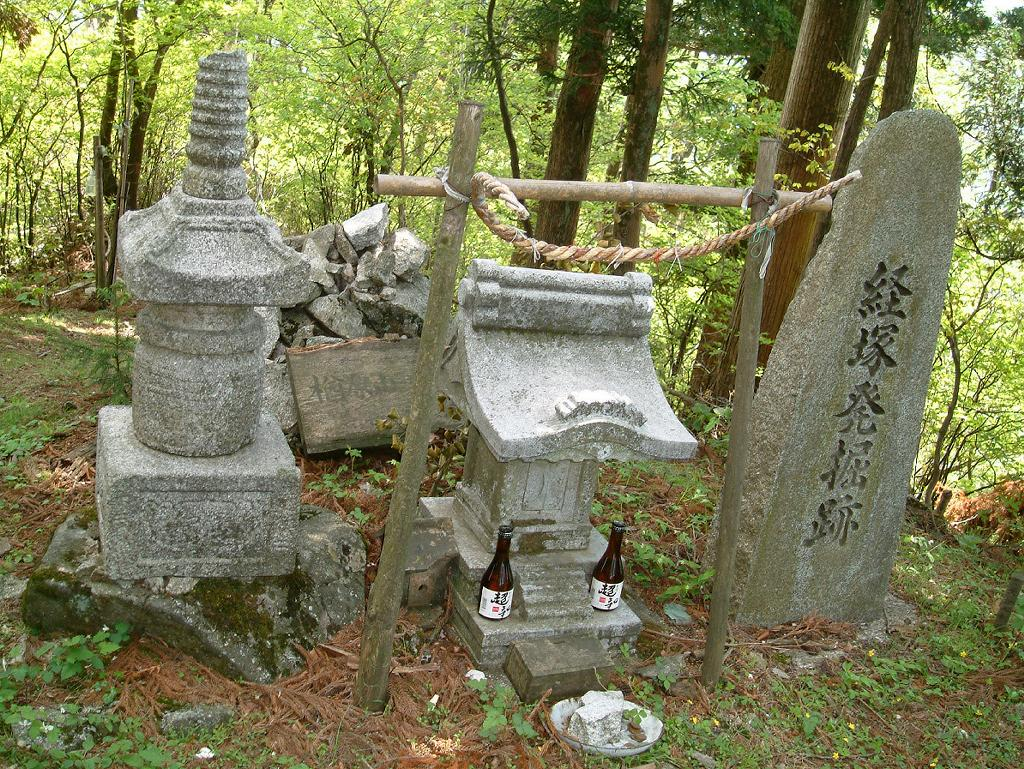
頂上の発掘跡
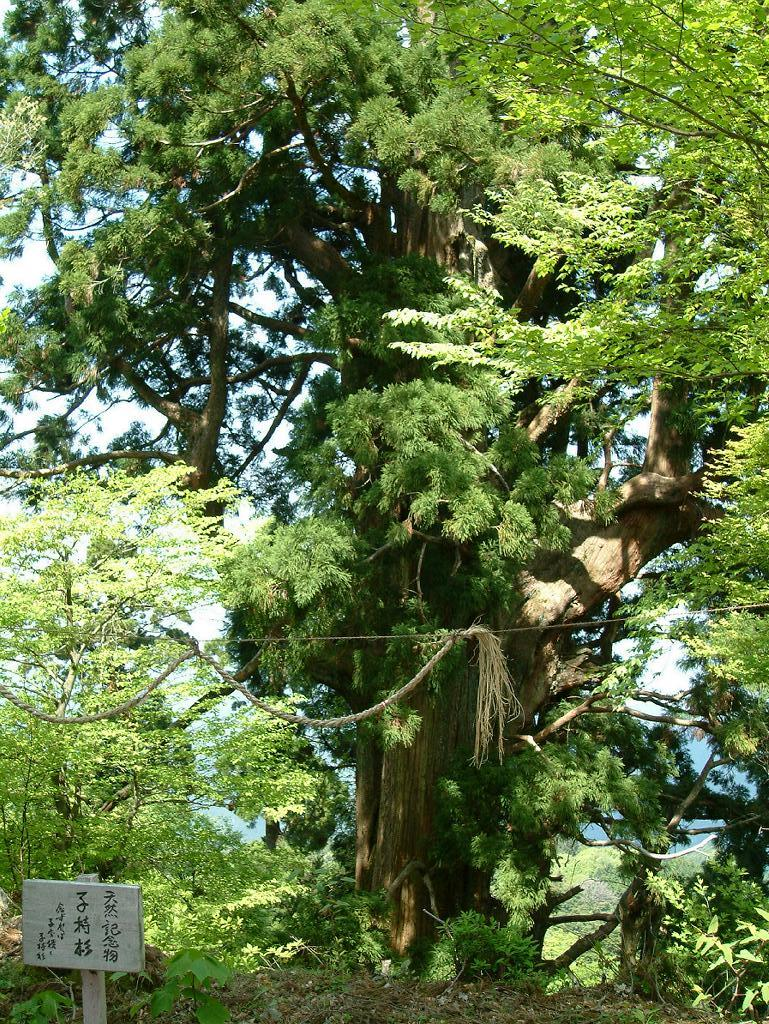
子持ち杉

## アクセス
鈍川温泉郷から木地川をさかのぼり湯ノ谷林道へ入り終点まで走ると標高900ｍ付近まで車で行ける。残り2kmの遊歩道を30分ほど歩けば山頂である。